# Liste de sondages sur les élections fédérales canadiennes de 2025 au Québec
Cette page dresse la liste des sondages d'opinions réalisés pendant la 44e législature du Canada au Québec.

## À l'échelle provinciale

### Pendant la campagne électorale
|  |

| Dernier jour du sondage | PLC  | BQ   | PCC  | NPD | Vert | PPC | Autres | Sondeur    | Échantillon |
| ----------------------- | ---- | ---- | ---- | --- | ---- | --- | ------ | ---------- | ----------- |
| Dernier jour du sondage |      |      |      |     |      |     |        | Sondeur    | Échantillon |
| 27 mars 2025            | 38   | 26   | 29   | 5   | 2    | 2   | 1      | Liaison    | 316         |
| 26 mars 2025            | 38   | 27   | 26   | 5   | 2    | 2   | 0      | Liaison    | 314         |
| 25 mars 2025            | 41   | 29   | 17   | 5   | 4    | 3   | 1      | Abacus     | 391         |
| 25 mars 2025            | 48,0 | 17,6 | 20,7 | 7,9 | 1,4  | 1,4 | 3,1    | Ekos       | 309         |
| 25 mars 2025            | 37   | 26   | 26   | 6   | 2    | 2   | 1      | Liaison    | 324         |
| 24 mars 2025            | 49   | 27   | 16   | 6   | 1    | 0   | 1      | Angus Reid | 525         |
| 24 mars 2025            | 38   | 28   | 23   | 4   | 4    | 3   | 1      | Liaison    | 329         |

### Pendant la 44elégislature du Canada
| Dernier jour du sondage | PLC   | BQ    | PCC   | NPD  | PPC  | Vert | Autres | Sondeur    | Échantillon | ME     |
| ----------------------- | ----- | ----- | ----- | ---- | ---- | ---- | ------ | ---------- | ----------- | ------ |
| Dernier jour du sondage |       |       |       |      |      |      |        | Sondeur    | Échantillon | ME     |
| 10 mars 2025            | 36    | 25    | 24    | 8    | 2    | 4    | 1      | Léger      | 1 007       | ± 3,09 |
| 7 février 2024          | 25    | 34    | 26    | 8    | 4    | 2    | 1      | Abacus     | NC          | NC     |
| 5 février 2024          | 28    | 29    | 24    | 14   | 2    | 3    | 1      | Léger      | 1 032       | ± 3,05 |
| 22 janvier 2024         | 31    | 34    | 23    | 6    | 2    | 2    | 1      | Ipsos      | 188         | NC     |
| 17 janvier 2024         | 27    | 36    | 19    | 13   | 3    | 1    | 2      | Angus Reid | 337         | NC     |
| 4 décembre 2023         | 28    | 31    | 25    | 10   | 2    | 2    | 2      | Léger      | 1 040       | ± 3,04 |
| 6 novembre 2022         | 34    | 30    | 18    | 12   | 2    | 2    | 2      | Léger      | 1 028       | ± 3,1  |
| Élection de 2021        | 33,60 | 32,13 | 18,65 | 9,77 | 2,69 | 1,52 | 1,64   |            |             |        |

## Par langue
- FR désigne les répondants francophones
- NF désigne les répondants non-francophones

| Sondeur         | Date  | Libéral | Libéral | Bloc | Bloc | Conservateur | Conservateur | NPD | NPD | Populaire | Populaire | Vert | Vert |
| --------------- | ----- | ------- | ------- | ---- | ---- | ------------ | ------------ | --- | --- | --------- | --------- | ---- | ---- |
| Sondeur         | Date  |         |         |      |      |              |              |     |     |           |           |      |      |
| Sondeur         | Date  | FR      | NF      | FR   | NF   | FR           | NF           | FR  | NF  | FR        | NF        | FR   | NF   |
| 5 février 2024  | Léger | 25      | 37      | 36   | 6    | 22           | 29           | 12  | 21  | 2         | 1         | 2    | 5    |
| 4 décembre 2023 | Léger | 24      | 40      | 38   | 9    | 24           | 29           | 8   | 16  | 2         | 1         | 1    | 5    |

## Par zone géographique
- MTL désigne Montréal (incluant la RMR)
- QC désigne Québec (incluant la RMR)
- AUT désigne les autres régions

| Date            | Sondeur | Libéral | Libéral | Libéral | Bloc québécois | Bloc québécois | Bloc québécois | Conservateur | Conservateur | Conservateur | NPD | NPD | NPD | Populaire | Populaire | Populaire | Vert | Vert | Vert |
| --------------- | ------- | ------- | ------- | ------- | -------------- | -------------- | -------------- | ------------ | ------------ | ------------ | --- | --- | --- | --------- | --------- | --------- | ---- | ---- | ---- |
| Date            | Sondeur |         |         |         |                |                |                |              |              |              |     |     |     |           |           |           |      |      |      |
| Date            | Sondeur | MTL     | QC      | AUT     | MTL            | QC             | AUT            | MTL          | QC           | AUT          | MTL | QC  | AUT | MTL       | QC        | AUT       | MTL  | QC   | AUT  |
| 5 février 2024  | Léger   | 32      | 18      | 26      | 23             | 32             | 35             | 21           | 36           | 25           | 20  | 8   | 8   | 2         | 3         | 1         | 2    | 2    | 4    |
| 4 décembre 2023 | Léger   | 33      | 17      | 24      | 32             | 25             | 32             | 20           | 42           | 28           | 11  | 10  | 9   | 1         | 2         | 3         | 3    | 2    | 2    |